# Эрбулак, Севинч
Фато́ш Севи́нч Эрбула́к (тур. Fatoş Sevinç Erbulak; род. 20 октября 1975, Стамбул) — турецкая актриса

 театра, кино и телевидения, преподаватель актёрского мастерства и писательница.

## Ранние годы
Фатош Севинч Эрбулак родилась 20 октября 1975 года в Стамбуле (Турция) в семье актёров Алтана Эрбулака (1929—1988) и Фюсун Эрбулак (род. 1943). У неё есть старшая единокровная сестра — Айше Эрбулак (род. 1957), писательница, актриса и журналистка. Её племянник, Дагхан Кюлегач (род. 1978), также актёр. Эрбулак обучалась классическому балету в Государственной консерватории Стамбульского университета. Она окончила театральный факультет Центра искусств Мюждата Гезена и позже преподавала актёрское мастерство на том же факультете.

## Карьера
В 1994 году Эрбулак начала актёрскую карьеру. Она является актрисой Городских театров Стамбула, а также снимается в фильмах и телесериалах. В 2002 году вышла её книга «Gözünü Kırpma, Düşerim» (рус. «Не моргай, я упаду»).
В 2013 году Эрбулак была членом жюри на 17-й театральной премии Afife. В том же году, во время протестов в парке Таксим-Гези, она приняла участие в пьесе «Гастроли».
В сентябре 2014 года Эрбулак основала «Erbulak Evi» (рус. «Дом Эрбулаков») вместе со своей старшей сестрой Айше Эрбулак, племянником Дагханом Кюлегачем и актёром Озденом Озгюрдалом. С октября того же года заведение проводит обучение актёрскому мастерству, писательству и иллюстрированию. Она сама преподаёт в заведении актёрское мастерство. 

## Личная жизнь
С 2005 по 2009 год Эрбулак была замужем за адвокатом Далином Мидьятом. У бывших супругов есть дочь — Зейнеп Кавин Мидьят (род. 6 ноября 2006 года). 
С 21 июня 2021 года Эрбулак замужем за инженером Волканом Дженгеном.

## Театральные роли
- 1998 — «Глаза Стамбула» / İstanbul'un Gözleri Mahmur (Театр Хади Чамана)
- 1998 — «Бабочки свободны» / Kelebekler Özgürdür (Театр Хади Чамана)
- 1999 — «Морская роза» / Derya Gülü (Стамбульский городской театр)
- 2000 — «Отверженные» / Sefiller (Театр Левента Кырджи и Ойи Башар)
- 2000 — «Запретная любовь» / Aşk-ı Memnu (Стамбульский городской театр)
- 2001 — «Полетели на Марс» / Haydi Marsa Gidelim (Стамбульский городской театр)
- 2002 — «Я хочу внуков» / Torun İstiyorum (Театр Хади Чамана)
- 2003 — «Листопад» / Yaprak Dökümü (Стамбульский городской театр)
- 2006 — «Арендованный особняк» / Kiralık Konak (Стамбульский городской театр)
- 2007 — «Сыграй ещё раз, Сэм» / Tekrar Çal, Sam (Стамбульский городской театр)
- 2008 — «Лорд Стамбула» / İstanbul Efendisi (Стамбульский городской театр)
- 2010 — «Джульетта была жаворонком» / Tarla Kuşuydu Juliet (Стамбульский городской театр)
- 2011 — «Восточный дантист» / Şark Dişçisi (Стамбульский городской театр)
- 2013 — «Зал ожидания» / Bekleme Salonu (Театр «После шести»)
- 2013 — «Убийственность» / Katilcilik (Театр «После шести»)
- 2017 — «Разлука» / Ayrılık (Культурный центр Дома театра)

## Фильмография
| Год       |     | Русское название                | Оригинальное название      | Роль                     |
| --------- | --- | ------------------------------- | -------------------------- | ------------------------ |
| 1994—1997 | с   | Супер-папа                      | Süper Baba                 | Зейнеп Аксу              |
| 1997—2000 | с   | Отцовский дом                   | Baba Evi                   | Бильге                   |
| 2000      | ф   | Деревья умирают стоя            | Ağaçlar Ayakta Ölür        | Айше                     |
| 2000      | ф   | Раненный волк                   | Yaralı Kurt                | Гюль                     |
| 2001      | с   | Папа и мы                       | Babam ve Biz               |                          |
| 2001      | ф   | Что случилось с госпожой Фидан? | Fidan Hanım'a Ne Oldu?     |                          |
| 2002—2004 | с   | Мои кузины                      | Kuzenlerim                 | Эдже                     |
| 2005      | с   | Дверь на крышу                  | Çat Kapı                   |                          |
| 2006      | ф   | Пять времён                     | Beş Vakit                  | мать Якупа               |
| 2008      | с   | Последняя весна                 | Son Bahar                  | Рухсар                   |
| 2009      | кор | Запоминание                     | Ezber                      |                          |
| 2010      | ф   | Спящая принцесса                | Prensesin Uykusu           | Сечиль                   |
| 2013      | с   | Кусок пирога                    | Bebek İşi                  |                          |
| 2014      | кор | Слепой                          | Kor                        |                          |
| 2014      | ф   | Смешанная кассета               | Karışık Kaset              | Фериде                   |
| 2015      | с   | Эй, Стамбул!                    | Ulan İstanbul              | Айсель                   |
| 2015      | кор | Невинность                      | Masumiyet                  | Мерьем                   |
| 2016      | кор | Лутфи                           | Lutfi                      | Мераль                   |
| 2016—2017 | с   | Номер 309                       | No 309                     | Бетюль Сарыхан           |
| 2017      | ф   | Полночь по турецкому времени    | Geceyarisi, Türkiye Zamanı | роль в сегменте «Эвбарк» |
| 2018      | с   | Очередь за нами                 | Darısı Başımıza            | Феррин                   |
| 2019      | с   | Ранняя пташка                   | Erkenci Kuş                | Михрибан Тайфуны         |
| 2019      | ф   | Давно                           | Uzun Zaman Önce            | Саадет                   |
| 2020      | с   | Красная комната                 | Kırmızı Oda                | Берна Эрсой              |
| 2022      | с   | Красивее, чем ты                | Senden Daha Güzel          | Серпиль Демирхан         |
| 2023      | с   | Спрячь меня                     | Sakla Beni                 | Фюсун                    |
|           | ф   | К радости                       | Sevince                    |                          |